# Umweltstrafrecht
Das Umweltstrafrecht ist ein Teilgebiet des deutschen Strafrechts, das starke Bezüge zum öffentlichen Umweltrecht aufweist.

## Rechtsquellen
- Strafgesetzbuch (29. Abschnitt „Straftaten gegen die Umwelt“, §§ 324 ff.)
- Nebenstrafrecht (Beispiele)
  - §§ 27 - 27c Chemikaliengesetz, oft in Verbindung mit der Chemikalien-Sanktionsverordnung zur Durchsetzung der hier wie allgemein im Umweltstrafrecht in zunehmendem Maße direkt gültigen Umweltnormen der EU
  - § 69 Pflanzenschutzgesetz
  - §§ 71 - 71a Bundesnaturschutzgesetz

Soweit Sanktionsnormen in Umweltschutzgesetzen als Rechtsquelle für das Umweltstrafrecht dienen, gilt in der Regel die Verwaltungsakzessorietät des Umweltstrafrechts, d. h. die Strafbarkeit richtet sich nach der Verletzung – bestimmter – verwaltungsrechtlicher Pflichten. So ist beispielsweise die Errichtung einer Anlage ohne immissionsschutzrechtlich erforderliche Genehmigung ordnungswidrig (§ 62 Abs. 1 Nr. 1 BImSchG) und ihre Beseitigung soll von der zuständigen Immissionsschutzbehörde angeordnet werden (§ 20 Abs. 2 BImSchG);
ihr ungenehmigter Betrieb und sogar der Betrieb einer nicht genehmigungsbedürftigen, aber durch Verwaltungsakt zur Gefahrenabwehr untersagten Anlage ist dann nach § 327 Abs. 2 Satz 1 Nr. 1 StGB strafbar.

## Entwicklung des Umweltstrafrechts
Das 1. Gesetz zur Bekämpfung der Umweltkriminalität (UKG, 18. Strafrechtsänderungsgesetz, BGBl. I S. 373) fügte am 1. Juli 1980 wichtige, bislang nur als Annex einzelner verwaltungsrechtlicher Umweltschutzgesetze geregelte Normen des Umweltstrafrechts als neuen 28. Abschnitt in das Strafgesetzbuch (StGB) ein; inzwischen bilden sie seinen 29. Abschnitt. Dieser Schritt, das Umweltstrafrecht aus dem Nebenstrafrecht herauszuholen, zielte unter anderem auf:
1. Verdeutlichung, dass die Schädigung der natürlichen Ressourcen einen sozialschädlichen Charakter hat, der mit dem anderer, im Bewusstsein der Allgemeinheit präsenterer Straftaten vergleichbar ist.
2. Stärkung der Sanktionierungsmöglichkeiten für die häufiger sichtbar werdenden Schädigungen.

Diese Veränderungen waren früh als unzulänglich kritisiert worden. Trotzdem dauerte es bis zum Jahr 1994, bis mit dem 2. UKG (BGBl. I S. 1440) einige Forderungen zur Verbesserung umgesetzt wurden. Es erweiterte den Schutz insbesondere von Boden und Luft und der Schutzgebiete, sanktionierte den Umgang mit und den Transport von gefährlichen Stoffen und Gütern sowie den Strahlenschutz umfassender und stellte den Im- und Export gefährlicher Abfälle unter Strafe.
In das StGB der DDR war bereits seit April 1977 der Tatbestand der „Verursachung einer Umweltgefahr“ aufgenommen, der sich stark an das Merkmal der Gemeingefahr (§ 192) anlehnte.

## Wichtige Bereiche des Umweltstrafrechts
Das Umweltstrafrecht kennt insbesondere Strafvorschriften im Bereich
- Gewässerschutz
- Bodenschutz
- Naturschutz
- Immissionsschutz
- Strahlenschutz
- Schutz vor unsachgemäßem Umgang mit Abfällen und Abwässern

## Gewässerschutzstrafrecht
Regelungen zum Schutz von Gewässern gehörten zu den ersten umweltstrafrechtlichen Normen deutschen Rechts. Die Strafandrohungen bei Gewässerverschmutzung sind relativ hoch im Vergleich zu denen zum Schutz anderer Umweltgüter.
Nach der Legaldefinition in § 330d Nr. 1 StGB umfasst der Begriff „Gewässer“
- das oberirdische Gewässer,
- das Grundwasser und
- das Meer.

Ihrem Schutz dienen im StGB die Tatbestände:
- der Gewässerverunreinigung, § 324 StGB,
- der gewässergefährdenden Abfallbeseitigung, § 326 Abs. 1 Nr. 4a StGB,
- des unerlaubten Betriebes einer Rohrleitungsanlage, § 327 Abs. 2 Nr. 2 StGB und
- zum Schutze von Wasser- und Heilquellenschutzgebieten, § 329 Abs. 2 StGB

und im Nebenstrafrecht:
- §§ 52 Abs. 1 Nr. 3, Nr. 4  und 8 LMBG in Verbindung mit § 4 Abs. 1 Trinkwasser-AufbereitungsVO,
- § 64 BSeuchenG (jetzt Infektionsschutzgesetz) in Verbindung mit § 21 TrinkwV.